# Парфянский выстрел
Парфя́нский вы́стрел — тактический приём, применявшийся конными лучниками Древнего Востока. Известен, прежде всего, по римско-парфянским войнам (отсюда название).

## Описание
Парфянские конные лучники в ходе притворного или реального отступления неожиданно разворачивались в седле на 180 градусов и на скаку стреляли в преследующего их противника. Для этого манёвра были необходимы превосходные навыки верховой езды, так как обе руки всадника были заняты луком, к тому же стремена во времена Парфянского царства ещё не были изобретены. Сходная тактика уклонения от рукопашной схватки в сочетании с постоянным обстрелом из луков, доводящая противника до полного изнеможения, применялась многими народами Евразии: скифами, хуннами, тюркютами, монголами и др.
Обычная тактика парфянской лёгкой конницы выглядела так. Всадники располагались в свободном боевом порядке с интервалами между лошадьми около 2 м. При атаке они держали одну стрелу наложенной на лук, а другие — наготове. Лёгким галопом они приближались к цели, с расстояния около 100 м пускали лошадь в быстрый галоп и выпускали 2—4 стрелы. На расстоянии около 50 м они поворачивали, обычно направо, и неслись вдоль строя противника, выпуская одну за другой стрелы. В ином случае всадники осаживали коня и поворачивались в седле, имея возможность отстреливаться и во время отступления. Для римлян подобная тактика, к тому же в сочетании с действиями катафрактиариев, стала полной неожиданностью: это отличалось от всего, с чем они сталкивались ранее. Плутарх так описывает действия парфянских конных лучников в битве при Каррах:

…Парфяне, разомкнувшись, начали издали со всех сторон пускать стрелы, почти не целясь (римляне стояли так скученно и тесно, что и умышленно трудно было промахнуться), круто сгибая свои тугие большие луки и тем придавая стреле огромную силу удара. Уже тогда положение римлян становилось бедственным: оставаясь в строю, они получали рану за раной, а пытаясь перейти в наступление, были бессильны уравнять условия боя, так как парфяне убегали, не прекращая пускать стрелы. В этом они после скифов искуснее всех; да и нет ничего разумнее, как, спасаясь, защищаться и тем снимать с себя позор бегства.

## В филологии
В русском, английском и французском языках выражения «парфянский выстрел» (англ. Parthian shot) и «парфянская стрела» (англ. Parthian arrow, фр. la flèche du Parthe) означают реплику или действие (как правило, враждебные), приберегаемые к моменту ухода.